# Žemaičių Naumiestis
Žemaičių Naumiestis är en ort i Litauen.   Den ligger i kommunen Šilutė och länet Klaipėda län, i den västra delen av landet, 240 km väster om huvudstaden Vilnius. Žemaičių Naumiestis ligger 23 meter över havet och antalet invånare är 1 284.
Terrängen runt Žemaičių Naumiestis är platt. Runt Žemaičių Naumiestis är det ganska glesbefolkat, med 31 invånare per kvadratkilometer. Närmaste större samhälle är Silute, 13,9 km väster om Žemaičių Naumiestis. Omgivningarna runt Žemaičių Naumiestis är en mosaik av jordbruksmark och naturlig växtlighet.